# Tabanus meghalayensis
Tabanus meghalayensis är en tvåvingeart som beskrevs av Datta och Biswas 1977. Tabanus meghalayensis ingår i släktet Tabanus och familjen bromsar. Inga underarter finns listade i Catalogue of Life.